# Esquiva média
 (décembre 2022).
Si vous disposez d'ouvrages ou d'articles de référence ou si vous connaissez des sites web de qualité traitant du thème abordé ici, merci de compléter l'article en donnant les références utiles à sa vérifiabilité et en les liant à la section « Notes et références ».
L'esquiva média (litt. "esquive moyenne", en portugais) est un mouvement d'esquive en capoeira, proche de la descida basica et de l'esquiva de frente, qui consiste tout simplement à s'abaisser à partir de la base de ginga en couchant la tête sur le côté et en mettant la main qui ne protège pas le visage près du sol. C'est en quelque sorte une variante plus basse de la base de ginga.